# Deus ex machina (album Vesanii)
Deus ex machina – czwarty album studyjny polskiego zespołu blackmetalowego Vesania. Wydawnictwo ukazało się 25 października 2014 w Polsce roku nakładem wytwórni muzycznej Fonografika w kooperacji z Tune Project. Następnie materiał trafił do sprzedaży w Stanach Zjednoczonych i Europie 28 października tego samego roku.
Nagrania zostały zarejestrowane i zmiksowane w warszawskim Sound Division Studio. Mastering w Visceralsound Studios w Stanach Zjednoczonych wykonał Scott Hull – gitarzysta znany z występów w zespole Pig Destroyer. Gościnnie w nagraniach wzięła udział wokalistka Zofia "Wielebna" Fraś, członkini zespołu Obscure Sphinx, która zaśpiewała w utworze pt. "Scar".

## Lista utworów
Opracowano na podstawie materiału źródłowego.
| Nr  | Tytuł utworu  | Słowa | Muzyka       | Długość |
| --- | ------------- | ----- | ------------ | ------- |
| 1.  | „Halflight”   | Orion | Orion, Daray | 4:57    |
| 2.  | „Innocence”   | Orion | Orion, Daray | 5:14    |
| 3.  | „Disillusion” | Orion | Orion, Daray | 5:00    |
| 4.  | „Vortex”      | Orion | Orion, Daray | 3:27    |
| 5.  | „Dismay”      | Orion | Orion, Daray | 5:18    |
| 6.  | „Glare”       | Orion | Orion, Daray | 4:31    |
| 7.  | „Notion”      | Orion | Orion, Daray | 5:45    |
| 8.  | „Disgrace”    | Orion | Orion, Daray | 5:48    |
| 9.  | „Fading”      | Orion | Orion, Daray | 5:18    |
| 10. | „Scar”        | Orion | Orion, Daray | 5:44    |
|     |               |       |              | 51:02   |

## Twórcy
Opracowano na podstawie materiału źródłowego.
| Zespół Vesania w składzie - Tomasz "Orion" Wróblewski – gitara, śpiew, aranżacje, produkcja muzyczna, miksowanie - Dariusz "Daray" Brzozowski – perkusja, aranżacje - Filip "Heinrich" Hałucha – gitara basowa, produkcja muzyczna, miksowanie, inżynieria dźwięku - Krzysztof "Siegmar" Oloś – instrumenty klawiszowe - Marcin "Valeo" Walenczykowski – gitara Dodatkowi muzycy - Zofia "Wielebna" Fraś (Obscure Sphinx) – śpiew (10) |  | Produkcja - Scott Hull – mastering - Jarosław "K'haal" Kubicki – okładka - Michał "Xaay" Loranc – oprawa graficzna - Aleksander Ikaniewicz – zdjęcia Nota - Zarejestrowano, wyprodukowano i zmiksowano w Sound Division Studio, Warszawa, Polska - Zmasterowano w Visceralsound Studios, Bethesda, Maryland, Stany Zjednoczone |

## Wydania
| Rok  | Nr katalogowy | Format                   | Wydawca                  | Region            | Źródło |
| ---- | ------------- | ------------------------ | ------------------------ | ----------------- | ------ |
| 2014 | 3984-15353-1  | LP, Album, Ltd, Num, Whi | Metal Blade Records      | Europa            | [ 10 ] |
| 2014 | TP CD 004     | CD, Album                | Tune Project/Fonografika | Polska            | [ 10 ] |
| 2014 | FO1109CD      | CD, Album                | Фоно                     | Rosja             | [ 10 ] |
| 2014 | 3984-15353-2  | CD, Album, Dig           | Metal Blade Records      | Stany Zjednoczone | [ 10 ] |